# Ruth Willis
Ruth Willis (* 1898; † 1962) war eine US-amerikanische Blues-Sängerin, die dem Piedmont Blues zugerechnet wird. Sie machte Anfang der 1930er Jahre einige Aufnahmen. Ihren Lebensunterhalt verdiente sie jedoch als Dienstmädchen.
Im Oktober 1931 hatte Ruth Willis eine erste Aufnahmesitzung mit Blind Willie McTell, bei der vier Stücke aufgezeichnet wurden, die auf zwei Singles veröffentlicht wurden. Die Singles erschienen unter den Namen Mary Willis bzw. Ruth Day.
Eine Woche später nahm sie zwei Titel für eine weitere Single auf, diesmal mit Willie McTell und Curley Weaver. Erneut wurde ihr Name als Mary Willis angegeben.
Eine weitere Aufnahmesitzung von Ruth Willis ist bekannt; sie fand im Januar 1933 in New York City statt.